# Kinoplex

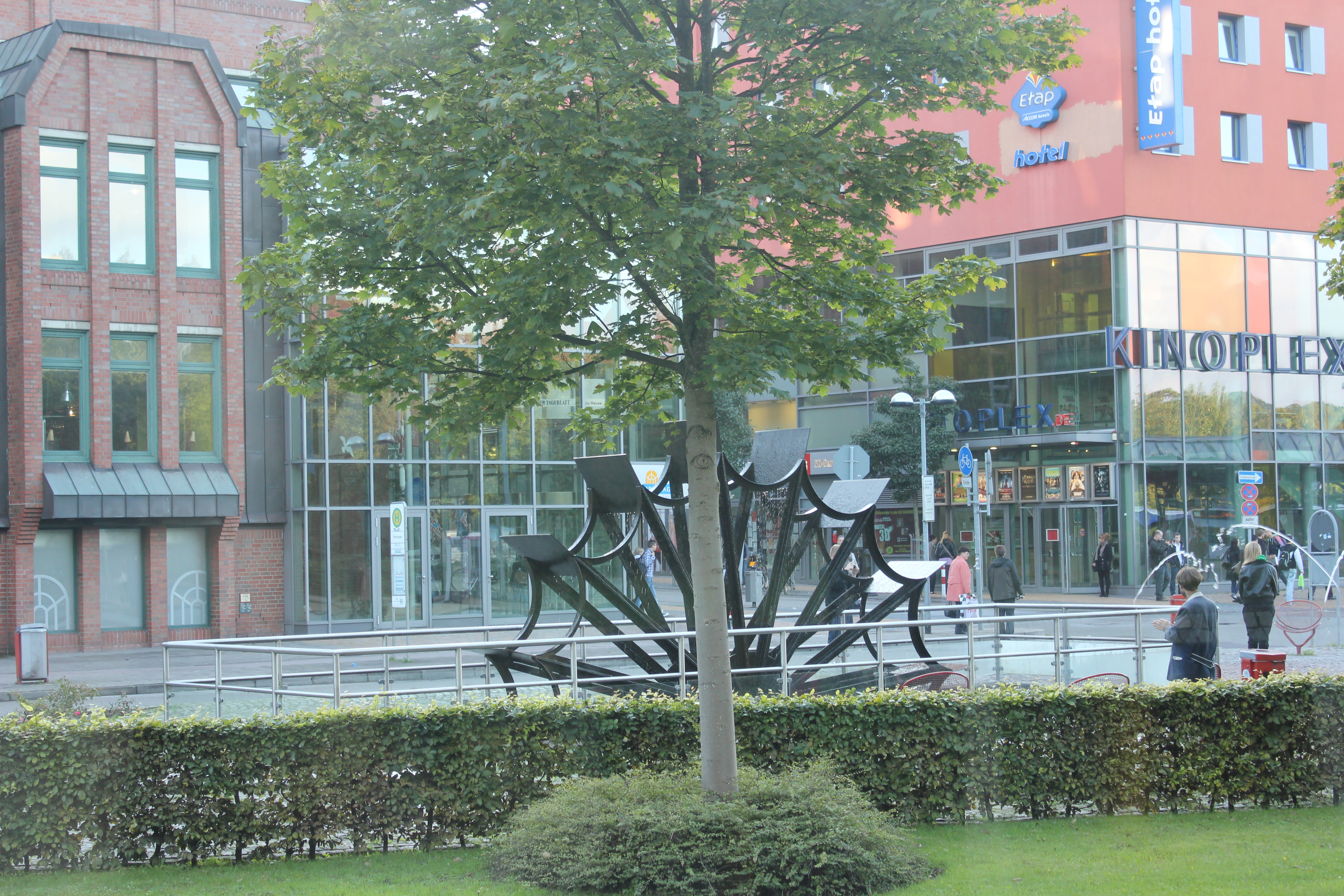
Zur Rechten das Flensburger Kino am ZOB wie es 2011 noch den Namen der Kinoplex trug

Kinoplex (auch: kinoplex.de und KINOPLEX) ist der Name einer Kette von Kinos. In Deutschland gehörte die Kinoplex.de der KPE Multiplextheater GmbH & Co. KG. Die vier Kinos der Kette in Deutschland (Flensburg, Wilhelmshaven, Paderborn und Bad Oeynhausen) wurden 2004 von Kinopolis übernommen. Der Name Kinoplex wurde wohl aus praktischen Gründen gewählt, da man die auf den Kinos angebrachten Schriftzüge "KINOPOLIS" so sehr günstig abändern konnte, also nur drei Buchstaben tauschen musste und der Name in Deutschland noch nicht geschützt war.
Zu den Häusern gehörte beispielsweise das Flensburger Kino am ZOB. Es trug den Namen der Kinoplex seit dem Jahr 2004. Heutzutage trägt dieses jedoch den Namen der Kinobetreiberkette UCI Kinowelt. Alle vier Kinos der Kette sind im Jahr 2008 von der UCI übernommen worden. Die alte Internetseite der Kette, die Seite kinoplex.de, verwies seitdem auf die der UCI. Das Kino am Flensburger ZOB lief dann zunächst unter dem Namen UCI Kinoplex weiter, bis der Name Kinoplex um das Jahr 2012 herum schrittweise entfernt wurde.
In Brasilien existiert die Grupo Severiano Ribeiro welche ebenfalls unter dem Namen Kinoplex zahlreiche Kinos betreibt, jedoch offenbar ebenfalls zur UCI Kinoplex gehört oder mit dieser kooperiert. In Polen laufen ebenfalls einige Kinos unter dem Namen Kinoplex. Eine Verbindung zu Cineplexx existiert nicht.